# Vladas Niunka
Vladas Niunka (ur. 17 sierpnia 1907 w Bejsagole, zm. 26 grudnia 1983 w Wilnie) – litewski działacz partyjny i państwowy, agitator i propagandysta, religioznawca, minister oświaty.
Po ukończeniu gimnazjum męskiego w Szawlach (1925) zaangażował się w działalność w ruchu komunistycznym, za którą był więziony w latach 1928–1931 w obozie odosobnienia w Worniach. W 1936 ukończył studia na Uniwersytecie Witolda Wielkiego. W latach 1938–1940 ponownie represjonowany i uwięziony w obozie pracy przymusowej w Dymitrowie (Dimitravas).
Po wejściu na Litwę wojsk sowieckich został w lipcu 1940 mianowany przewodniczącym Głównej Komisji Wyborczej do Sejmu Ludowego. Od czerwca do lipca 1940 pełnił obowiązki redaktora „Tiesy” (odpowiednika „Prawdy”). W latach 1940–1942 był prokuratorem Litewskiej SRR.
Szybko awansował w hierarchii partyjnej – w 1943 był wiceprzewodniczącym wydziału ds. agitacji i propagandy przy KC KP(b)L, rok później mianowano go II sekretarzem KC KP(b)L. W latach 1949–1961 pozostawał sekretarzem KC KPL.
Po zakończeniu II wojny światowej objął tekę wicepremiera (do 1948). W 1948 przez kilka miesięcy sprawował urząd ministra oświaty Litewskiej SRR.
W 1961 zwolniony z funkcji partyjnych, został redaktorem naczelnym pisma „Komunistas” (do 1970). Wykładał na Wileńskim Uniwersytecie Państwowym. W 1970 stanął na czele prezydium towarzystwa „Žinija”. Cztery lata później uzyskał stopień kandydata nauk filozoficznych.

## Ważniejsze publikacje
- Nuo Vatikano Pirmojo iki Vatikano Antrojo (1963)
- Socialiniai katalikybės mitai (1965)
- Vatikanas ir antikomunizmas
- Nacionalinis išsivadavimo judėjimas ir religija (1972)
- Klerikalinės partijos ir Vatikanas (1974)
- Šių laikų Vatikanas (1980, w języku rosyjskim)

## Odznaczenia
- Order Lenina (dwukrotnie)
- Order Czerwonego Sztandaru Pracy
- Order Wojny Ojczyźnianej II klasy